# Grand Prix de Denain 1960
La 2e édition du Grand Prix de Denain a eu lieu le 19 avril 1960. Elle a été remportée par le Belge Gabriel Borra.

## Classement final
Gabriel Borra remporte la course en parcourant les 170 kilomètres en 4 h 14 min 35 s à la vitesse moyenne de 40,065 km/h.
| Classement final, | Classement final, | Classement final, | Classement final, | Classement final,  |
|                   | Coureur           | Pays              | Équipe            | Temps              |
| ----------------- | ----------------- | ----------------- | ----------------- | ------------------ |
| 1er               | Gabriel Borra     | Belgique          | Helyett-Leroux    | en 4 h 14 min 35 s |
| 2e                | Louis Proost      | Belgique          | Peugeot-BP-Dunlop |                    |
| 3e                | Maurice Joosen    | Belgique          | Libertas          |                    |
| 4e                | Jean Selic        | France            | Liberia-Grammont  |                    |
| 5e                | Francesco Miele   | Italie            |                   |                    |
| 6e                | André Foucher     | France            | Bertin            |                    |
| modifier          |                   |                   |                   |                    |